# Stazione di Fornello
Stazione di Fornello vasútállomás Olaszországban,  településen.

## Vasútvonalak
Az állomást az alábbi vasútvonalak érintik:
- Firenze–Faenza-vasútvonal

## Kapcsolódó állomások
A vasútállomáshoz az alábbi állomások vannak a legközelebb:
- Stazione di Crespino del Lamone
- Stazione di Ronta